# Clayton Blackmore
Clayton Graham Blackmore (ur. 23 września 1964 w Neath) – walijski piłkarz grający na pozycji obrońcy i pomocnika. W Manchesterze United grał z numerami od 2 do 11.

## Życiorys
Clayton Blackmore dołączył do szkółki Manchester United w wieku 14 lat i jest finalistą FA Youth Cup z 1982 roku.
W barwach Manchesteru Untied zadebiutował 16 maja 1984 roku przeciwko Nottingham Forest na City Ground. Już w następnym sezonie 1985/95 wraz z Manchesterem United wygrał ligę zdobywając trzy gole w 12 meczach ligowych. W roku 1994 odszedł do Middlesbrough.
W Reprezentacji Walii rozegrał 39 spotkań strzelając w nich tylko jedną bramkę.
3 czerwca 2012 roku wziął udział w meczu charytatywnym z Realem Madryt w ramach Corazon Classic Match.

## Sukcesy
Manchester United
- FA Youth Cup (1): 1984
- Mistrzostwo Anglii (2): 1993, 1994
- Puchar Anglii (1): 1990
- Tarcza Wspólnoty (1): 1990
- Puchar Zdobywców Pucharów (1): 1991
- Superpuchar Europy (1): 1991